# Cantone di Manosque-Sud-Ouest
Il Cantone di Manosque-Sud-Ouest era una divisione amministrativa dell'arrondissement di Forcalquier. Istituito nel 1985 da una seconda suddivisione del Cantone di Manosque, unico fino al 1973 e una prima volta suddiviso in Cantone di Manosque-Nord e Cantone di Manosque-Sud, è stato soppresso nel 2015.
A seguito della riforma approvata con decreto del 24 febbraio 2014, che ha avuto attuazione dopo le elezioni dipartimentali del 2015, la divisione in cantoni della città di Manosque è stata ridisegnata mentre gli altri due comuni sono stati accorpati al Cantone di Manosque-1.

## Composizione
Comprendeva parte della città di Manosque e 2 comuni:
- Montfuron
- Pierrevert